# Punt

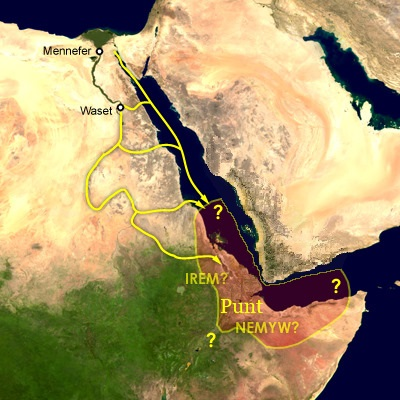
Posibles ubicaciones de Punt.

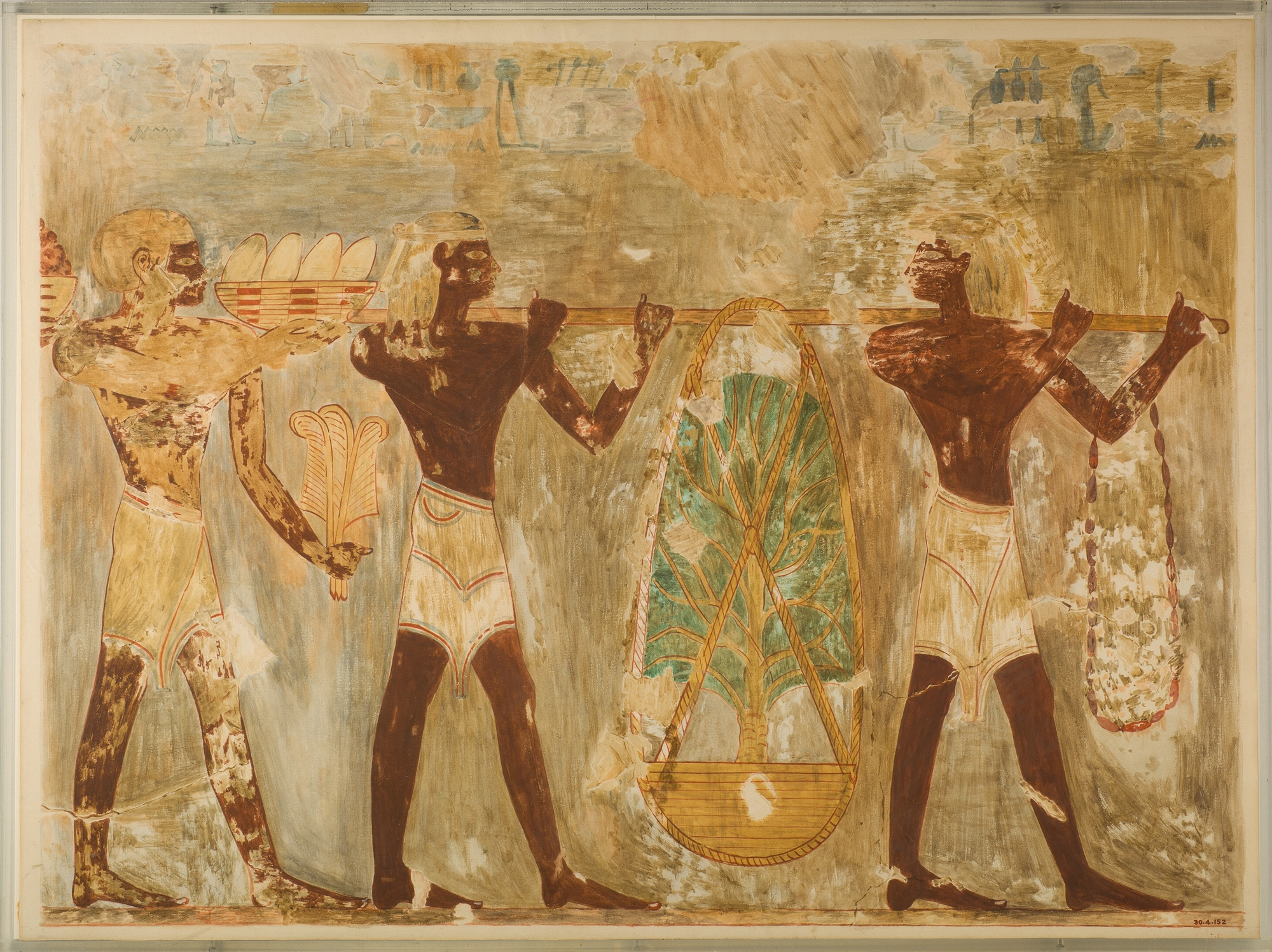
Hombres de Punt portando regalos. Tumba de Rejmira (TT100)

La tierra de Punt (egipcio:  pwnt, interpretaciones egipcias alternativas: Pwene (t) /pu:nt/), también llamada Ta Nétjer (que significa "tierra del dios"), fue un antiguo territorio descrito por los textos en jeroglíficos del Antiguo Egipto, cuya ubicación aún es incierta, aunque posiblemente pudiera haber estado situado en la costa africana del océano Índico. Una investigación de 2015 del Dartmouth College que rastreaba los orígenes geográficos de algunos babuinos momificados hallados en Egipto y provenientes del comercio con Punt señala que estos animales provienen de una amplia región que comprende los actuales territorios de Etiopía, Eritrea, Yibuti, Somalia y Yemen.

## Historia
Hubo una serie de expediciones conocidas a Punt durante las dinastías V, VI, XI, XII y XVIII de Egipto. En la dinastía XII, el comercio con Punt fue celebrado en la literatura popular en el Cuento del marinero náufrago.

### Imperio Antiguo
La expedición más antigua a Punt que se conoce se remonta al rey Sahura de la V dinastía, alrededor del siglo XXV a. C., regresando con cargamentos de antyu u olíbano, resina utilizada en el culto de Amón, como se menciona en el reverso de la piedra de Palermo, así como en los bloques encontrados por arqueólogos egipcios en el sitio del funeral del rey en Abusir. Las escenas publicadas por Tarek el Hawady muestran al rey Sahura sentado frente a los árboles de incienso visiblemente replantados en Egipto (bloque SC/sur/2003/06), o de pie, equipado con una azuela y preparándose para cortarle la corteza (bloque SC/sur/2003/07). Finalmente, un último bloque presenta una escena de navegación con personas de Punt (y animales exóticos), personas que tienen rasgos similares a los puntitas, representados atados con libios en la calzada del mismo complejo funerario de Sahura. Sin embargo, se tiene constancia de que el oro de Punt ya estaba en Egipto en tiempos del faraón Jufu, de la IV dinastía.
Al final del Reino Antiguo (VI dinastía), los encargados de las expediciones, todos enterrados en Elefantina (tumbas de Qubbet el-Hawa, Asuán), informaron de sus actividades directa o indirectamente vinculada a este país: Jnumhotep, acompañando a Jui y Tyetyi, y Pepinajt, quien fue responsable de devolver al rey el cuerpo de un líder de una expedición, masacrado con sus hombres por los beduinos, durante el montaje del barco para ir a Punt. En cuanto a Herjuf, reprodujo a la entrada de su tumba la carta del rey Neferkara, mencionando un enano (o un pigmeo) traído de Punt a Egipto bajo el reinado de Dyedkara Isesi (de la V dinastía) por el dignatario Urdyededba.

### Reino Medio
Hacia 1950 a. C., bajo el reinado de Mentuhotep III (de la XI dinastía), un oficial llamado Hannu supervisó el envío de una flota a Punt, según informa su inscripción descubierta en el uadi Hammamat.
Bajo la XII dinastía, el puerto de Saww, el punto de partida hacia este país, podría ubicarse en la desembocadura del uadi Gauasis, en Mersa Gauasis, según los primeros resultados de la misión italoamericana de Kathryn Bard y Rodolfo Fattovich. Allí se encontraron refugios, cerámica típica del Reino Medio, remos y elementos de barcos de madera de cedro, mientras que el egiptólogo Abd El Moneim Sayed ya había descubierto en 1976 inscripciones que datan del reinado de Sesostris I, mencionando expediciones, una de Antefoqer (visir de Amenemhat I, luego de Sesostris I) y su subordinado Ameny, y la otra de Anju. Finalmente, está la estela del emisario Nebsu que conmemora un viaje a Punt durante el reinado de Amenemhat III. La caja 21, que lleva una breve inscripción en la que se mencionan los "productos de Punt", está fechada en el octavo año de reinado de Amenemhat IV. En 1836, fue descubierta en el uadi Gasus (al sur de Safaga), a siete kilómetros del Mar Rojo, la estela que narra el viaje a Punt realizado por el emisario Jenty-Ghety-Ur, el vigésimooctavo año de reinado de Amenemhat II, reutilizada en una construcción de época romana.
El sitio de Ayn Sujna, excavado entre otros por Pierre Tallet en el Golfo de Suez, también reveló partes de barcos de madera y anclas en una de las galerías excavadas en la roca (la actividad marítima de este sitio está atestiguada desde la IV dinastía, en dirección al Sinaí, pero los descubrimientos permiten unirse a los de Mersa Gauasis, en cuanto a frecuentación del Mar Rojo).

### Imperio Nuevo
Una expedición que se ha mantenido famosa es la que el alto funcionario Nehesy supervisó para la reina Hatshepsut, alrededor del siglo XV a. C., para buscar mirra, incienso, oro, pieles de leopardo, armas arrojadizas y esquejes de árboles de incienso (que fueron replantados en el camino que conduce al tramo de escaleras del templo funerario de esta reina, en Deir el-Bahari). Este viaje fue tan importante que se conservó en los muros del pórtico norte de la segunda terraza del templo.
Varios de sus sucesores, incluido Tutmosis III, tenían relaciones con Punt. Escenas de las tumbas tebanas de Puimra (TT39), Amenmose (TT89), Rejmira (TT100) y un desconocido en la tumba TT143, representan la presentación del tributo del pueblo de Punt. La ausencia de escenas de navegación marítima se debe quizás al hecho de que la frontera sur de Egipto se encuentra entre la cuarta y quinta cataratas bajo Tutmosis I, como se indica en la inscripción de Hagar el-Merua en Kurgus. Entonces se habrían hecho contactos por tierra en la XVIII dinastía.
Nótese el relato del viaje realizado en la XX dinastía, bajo el reinado de Ramsés III (antes del año 22 según Pierre Grandet), registrado en el papiro Harris I (líneas 77.8 a 78.1, donde se mencionan las "maravillas misteriosas" traídas de este país, como la mirra). Este rey llamó a los productos de Punt ofrecidos a Amón los más notables en su templo en Medinet Habu: goma, mirra, pigmento rojo y "toda buena hierba fragante".

## Características

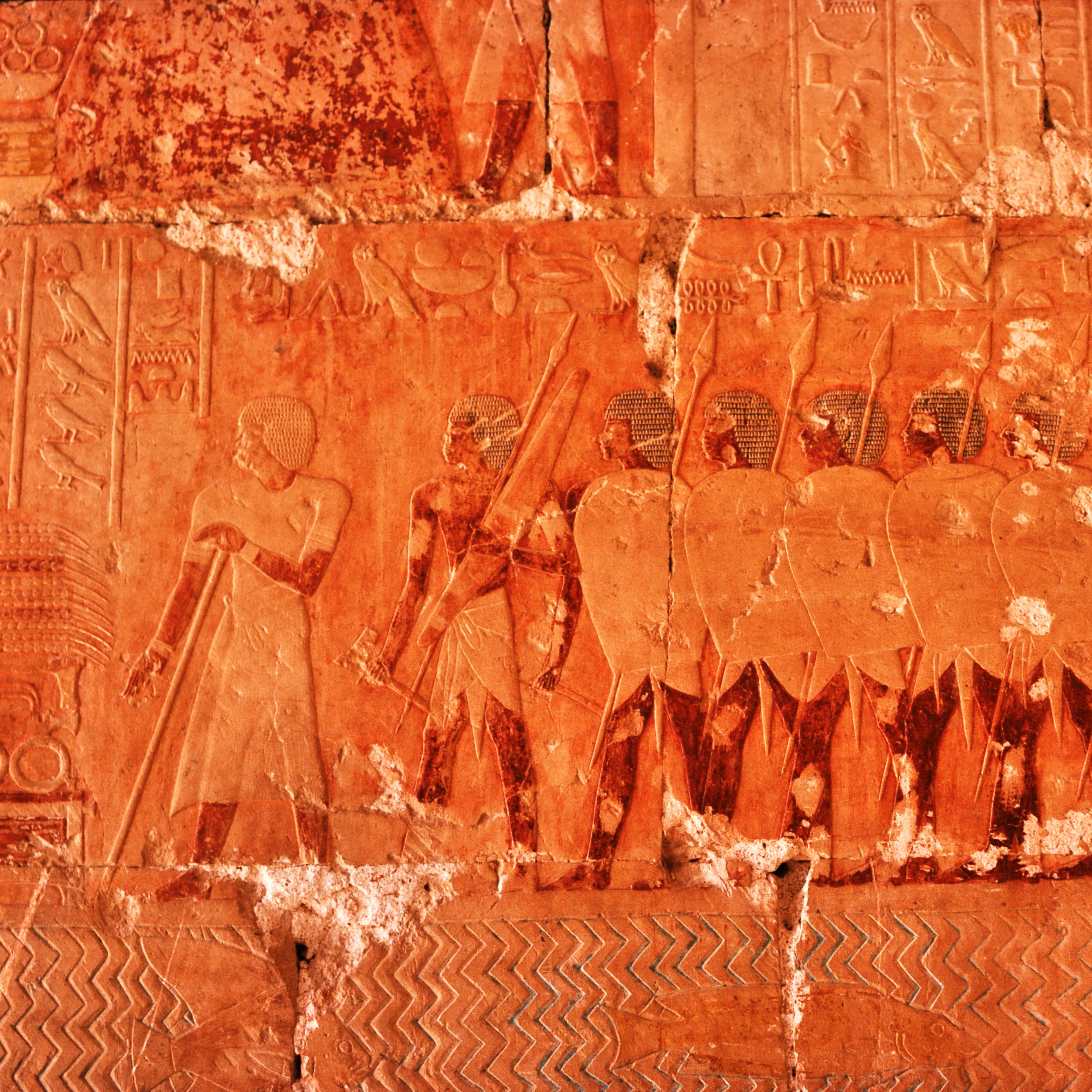
Relieve que describe la llegada de la expedición egipcia al país de Punt en la época de Hatshepsut. Templo de Deir el-Bahari, Egipto.

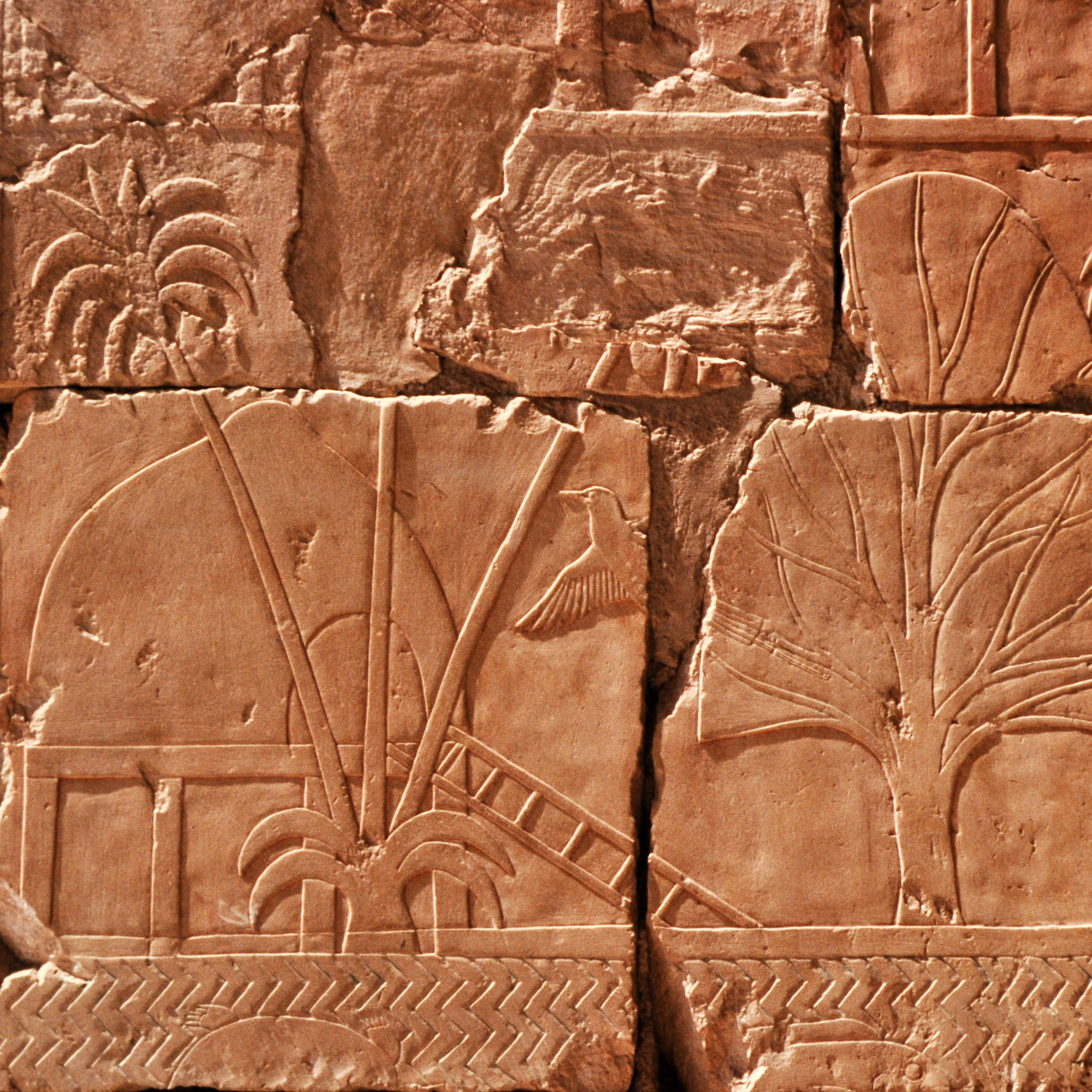
Bajorrelieve mostrando un poblado del país de Punt. Expedición egipcia de la época de Hatshepsut. Templo de Deir el-Bahari, Egipto.

Cabaña de Punt en un relieve del templo de Deir el-Bahari.

La primera narración de una expedición a estas tierras se remonta al 2500 a. C., enviada por el faraón Sahura, de la dinastía V de Egipto, para traer maderas preciosas, mirra, electrum (una aleación de oro y plata), monos y enanos.
También Pepi II, faraón de la dinastía VI, decidió enviar un barco al país de Punt, «un lugar situado en la costa de Somalia. El punto de embarque debía encontrarse sobre la costa asiática del mar Rojo» (E. Driotón, J. Vandier, 1964).
Mentuhotep III, de la dinastía XI, envió otra expedición, la cual quedó registrada en inscripciones grabadas en las rocas del valle de Uadi Hammamat. 
El canciller Henu mandó una expedición de tres mil hombres; su inscripción relata:

«Fui enviado a conducir barcos al país de Punt para traer al faraón especias fragantes que los príncipes del país Rojo recolectan profusamente puesto que entusiasman a todas las naciones. Y partí de la ciudad de Coptos pues Su Santidad ordenó que los hombres armados que debían acompañarme debían ser del sureño país de los Tebanos».

La expedición más célebre fue la enviada por la reina Hatshepsut, de la dinastía XVIII, acontecimiento que está grabado en su templo en Deir el-Bahari: 

«Exploraré las rutas hacia Punt, descubriré los caminos hacia las terrazas de mirra, tras guiar a la tropa por mar y tierra para traer maravillas de la Tierra de dios para este dios que ha creado sus perfecciones...
Traen muchas maravillas y toda clase de productos típicos de la Tierra de dios a por los que tu majestad les envió: montones de terrones de mirra y árboles de mirra fresca con cepellón, plantados en el patio de ceremonias para ser vistos por todos los dioses...
El jefe de Punt, Palhu, su esposa Aty, sus dos hijos, de su hija y del asno que carga con su esposa...
Cargando pesadamente los barcos con las maravillas del país del Punt: todas las buenas maderas aromáticas de la Tierra del dios, montones de resina de mirra, jóvenes árboles de mirra, ébano, marfil puro, oro verde de Amu, madera de cinamomo, madera-hesyt, incienso-ibemut, incienso, pintura de ojos, monos, babuinos, perros, pieles de pantera del sur, y siervos y sus hijos...»

## Ta netjer

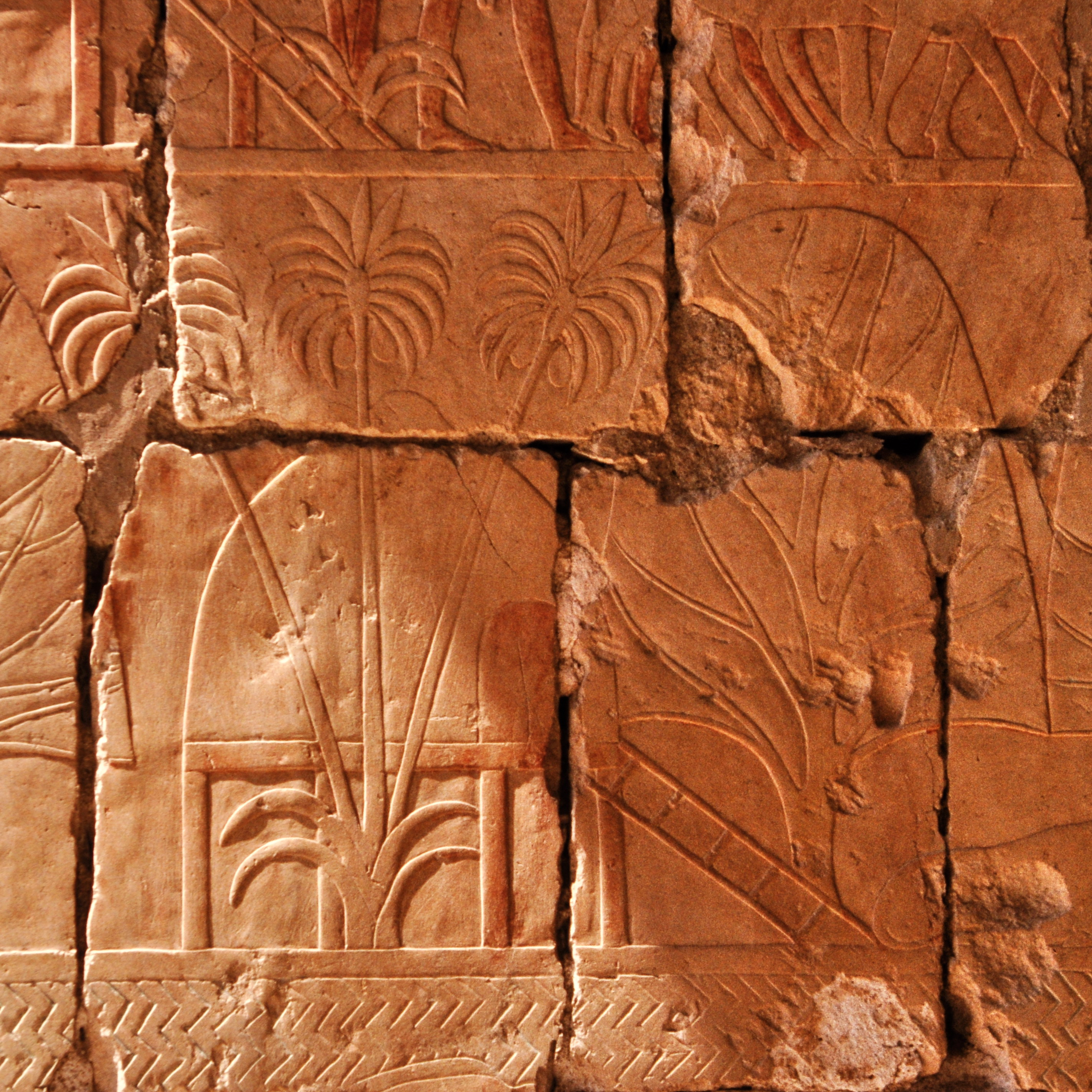
Este relieve representa árboles de incienso y mirra obtenidos por la expedición de Hatshepsut a Punt

En ocasiones, los antiguos egipcios llamaban a Punt Ta netjer (tꜣ nṯr), que significa "Tierra de Dios". Esto hacía referencia a que se encontraba entre las regiones del Dios Sol, es decir, las regiones situadas en la dirección de la salida del sol, al este de Egipto. Entre los recursos de estas regiones orientales figuraban los productos utilizados en los templos, especialmente el incienso. La literatura más antigua sostenía que la etiqueta "Tierra de Dios", interpretada como "Tierra Santa" o "Tierra de los dioses/ancestros", significaba que los antiguos egipcios consideraban la Tierra de Punt como su patria ancestral. Flinders Petrie creía que la Raza Dinástica procedía de o pasaba por Punt y que "Pan, o Punt, era un distrito situado en el extremo sur del Mar Rojo, que probablemente abarcaba tanto la costa africana como la árabe" Además, Ernest Wallis Budge afirmó que "la tradición egipcia del Período Dinástico sostenía que el hogar aborigen de los egipcios era Punt...". James Breasted, en 1906, argumentó que el término Ta netjer no sólo se aplicaba a Punt, situada al sureste de Egipto, sino también a regiones de Asia al este y noreste de Egipto, como Líbano, que era la fuente de madera para los templos.
En los murales del templo de Hatshepsut en Deir el-Bahri, aparecen representados el rey y la reina de Punt junto con su séquito. Debido a su inusual aspecto, a veces se ha planteado la hipótesis de que la reina padecía una esteatopigia o elefantiasis.

## Posibles ubicaciones de Punt
- Somalia
- Etiopía
- Eritrea
- Yemen